# SCHAFT (ロボット)
株式会社SCHAFT（英語: SCHAFT Inc.）は、かつてAlphabet傘下でロボットの研究開発を手がけていた日本のロボットベンチャー。ソフトバンクの買収が成立せず、2018年末に解散した（後述）。ただし、社員の一部は同じくベンチャー企業の「GITAI」に参画している。

## 概要
株式会社SCHAFTは、東京大学情報システム工学研究室稲葉雅幸教授のもとでロボットと人工知能を研究し、小太郎、小次郎、腱臓、腱志郎など筋骨格ヒューマノイド・ロボットの制作や浦田レッグで成果をあげてきた中西雄飛と浦田順一（当時助教）が、DARPAロボティクス・チャレンジに参加するために同大学を辞して2012年5月に設立された。
東京大学は軍事目的に転用可能な技術開発をする組織からの資金提供を受けることを禁止しているため、DARPAの資金支援を受けるには職を辞する必要があった。立ち上げ時の中心メンバーは中西雄飛CEO、浦田順一CTO、鈴木稔人COO、加藤崇CFO、産業技術総合研究所の西脇光一である。
元銀行員である加藤崇が資金調達を担当し、ベンチャーキャピタルや社外取締役・鎌田富久の出資により数千万を工面し、当初の開発着手に至った。

## 国内の低評価と国外の高評価
その後も資金調達を進めたが国内では評価が認められず、国内企業や産業革新機構や経済産業省から開発費3億円の資金調達を試みたが「類似のベンチャーは全て失敗している」「面白い。だけど、どこに市場があるの?」「介護･福祉のロボットなら補助の枠があるんだが、君たちのようなタイプには枠がないんだよ」「介護用のロボットに対する補助金を申請してみてはどうか」「そんなにやりたいんなら、アメリカでやればいい…」とあしらわれ不調に終わる。しかし、鎌田のツテで海外企業に打診したところ、2013年7月18日にGoogleのアンディ・ルービンの前でデモを行う機会を得た。そこで高く評価されて数百億円での買収が決まり、4ヶ月後の11月18日には買収手続きが完了し、Google X傘下に入った。

Googleは傘下に入れたSCHAFTの情報の公開・流出を徹底的に遮断し、2013年12月21日に行われたDARPAロボティクス・チャレンジ予選でS-ONEが他を圧倒して1位となり世界中で賞賛された時にはすでにWebサイトも事実上閉鎖されており、それまで距離を置いてきた経産省が連絡を試みてもなしのつぶてであった。国内の有望企業が米国に流出した事が明らかになると国内のマスメディアは支援枠が少なく後手に回った行政の対応や、大学内の自主ルールで掣肘され産学官で協力した研究開発が実施できない現状を批判した。

## アンディ・ルービンの失脚
2014年10月にGoogle Xの責任者アンディ・ルービンが失脚すると、Google Xは方向性を見失い、短期採算見通しの立たないロボット事業は売却対象とされた。2017年6月、Alphabetはソフトバンクグループとの間でSCHAFTとボストン・ダイナミクスの売却について合意したが、SCHAFTの多くの職員がソフトバンクで働くことを拒否したため、ボストン・ダイナミクスの売却のみ成立し、SCHAFTの買収は成立しなかった。その後もAlphabetは多くの選択肢を検討したが、代わりの買い手も現れなかったため、2018年11月にSchaft事業を終了することを決定した。SCHAFT従業員は配置転換された。

## 沿革
- 2012年05月15日 - 株式会社SCHAFTが設立された
- 2013年03月17日 - 第三者割当増資
- 2013年11月18日 - Googleによる買収が完了した
- 2013年12月21日 - S-ONEがDARPAロボティクス・チャレンジ予選を最高得点で通過した[23][注釈 1]
- 2016年04月09日 - 膝のない二足歩行ロボットのデモを行った[24]
- 2016年05月31日 - トヨタ自動車がGoogle（の親会社Alphabet）からSCHAFTとボストン・ダイナミクスの買収間近と報道された[25]が、その後不成立となる
- 2016年07月 - GITAI設立[注釈 2]
- 2017年06月09日 - Alphabetとソフトバンクグループの間でSCHAFTとボストン・ダイナミクスの買収で合意と報道された[26]が、SCHAFTについては成立せず（経緯は前節に述べた通り）
- 2018年11月14日 - Alphabetが二足歩行ロボットの開発中止を決定したことが報道された[27]
- 2018年末 - SCHAFT解散[1]
- 2019年3月 - 元SCHAFTのCEO中西雄飛、GITAIに参画と発表[1]
- 2023年10月 - GITAI、本社を東京から米国トーランスへ移転[注釈 2]
- 2024年9月 - GITAI、本社を以前の4倍以上の広さを持つ新オフィスに移転[注釈 2]